# Renjia
Renjia (kinesiska: 任家) är en köping i sydvästra Kina. Den ligger i Zhong härad i storstadsområdet Chongqing, omkring 140 kilometer nordost om det centrala stadsdistriktet Yuzhong. Antalet invånare är 16 227. Befolkningen består av 7 941 kvinnor och 8 286 män. Barn under 15 år utgör 22,0 %, vuxna 15-64 år 64 %, och äldre över 65 år 13,0 %.